# Johan Fredrik von Schantz
Johan Fredrik von Schantz, född 9 juli 1680, död 24 april 1743, var en svensk ämbetsman.

## Biografi
Johan Fredrik von Schantz föddes 1680 och var son till sekreteraren Fredrik von Schantz och Anna Ursula Scheffer. Han blev 4 oktober 1695 student vid Uppsala universitet och blev 1701 auskultant i Riksarkivet. Han von Schantz blev 1703 extra biträde i kungliga majestäts kansli och blev 1706 kanslist. von Schantz utsågs 14 februari 1715 till kanslist i handelsexpeditionen och 8 juni 1719 till registrator i i handelsexpeditionen. Därefter blev han 8 juni 1719 sekreterare i Riksarkivet och nio år senare, 17 januari 1728, kansliråd. 1737 utsågs han till överpostdirektör som efterträdare till den avlidne Henrik Bunge. von Schantz avled 1743 och begravdes i Täby kyrka där hans vapen sattes upp.

### Familj
von Schantz var gift med Anna Lucia Dahlstedt (död 1756). Hon var dotter till bankokommissarien Zakarias Petersson Dahlstedt och Anna Salome Hausch. De fick tillsammans dottern Anna Fredrika von Schantz (1707–1761) som var gift med generallöjtnanten Johan Fredrik Didron.